# Kristi Allik
Kristi Anne Allik (Toronto, 6 de febrero de 1952) es una profesora de música y compositora canadiense.

## Biografía
Recibió una Licenciatura en Música de la Universidad de Toronto, una Maestría en Bellas Artes de la Universidad de Princeton y un doctorado de la Universidad del Sur de California. Estudió composición con John Weinzweig, Oskar Morawetz, Lothar Klein, Gustav Ciamaga, James Hopkins, Frederick Leseman y Milton Babbitt.
Después de completar sus estudios, enseñó en la Universidad de Victoria (1980-1981) y en la Universidad de Western Ontario (1982-1987) antes de establecerse en Kingston, Ontario, y asumió el cargo de Profesora Asociada de Música en la Universidad de Queen, donde enseñó música electrónica, composición y jazz hasta su jubilación en julio de 2013. También fue directora de los estudios de música electrónica y del laboratorio informático de aplicaciones musicales de la Universidad de Queen. Las composiciones de Allik se han interpretado en Canadá, Estados Unidos, Europa, Cuba y América del Sur. También ha publicado artículos y ensayos en publicaciones profesionales.

## Premios y reconocimientos
- Becas y premios del Consejo de las Artes de Canadá, el Consejo de las Artes de Ontario , SSHRC, la Federación Canadiense de Mujeres Universitarias y la Fundación Chalmers
- Mención de honor del concurso Ars Electronica
- Mención de honor Concurso Internacional de Música de Bourges[2]
- "The Music and Kristi Allik and Friends", Actuación de la serie de artistas de la facultad, Escuela de Música de la Universidad de Queen, 26 de enero de 2014, Grant Hall, Universidad de Queen. Concierto de jubilación en celebración de la carrera de la profesora emérita, Kristi Allik.

## Obra
- Alambic Ritmos (23:00 / 1987) — Kristi Allik para cinta y multi-imagen (Imágenes: Robert Mulder)
- Cometose (27:00 / 1986) — Kristi Allik para cinta y multi-imagen (Imágenes: Robert Mulder)
- Purgatorio electrónico — Kristi Allik, Robert Mulder
- Jardín de zen electrónico — Kristi Allik, Bentley Jarvis
- Integra (10:00 / 1986) — Kristi Allik para cinta y multi-imagen (Imágenes: Robert Mulder)
- Introspección (7:00 / 1983) — Kristi Allik
- Rondeau (22:00 / 1983) — Kristi Allik para cinta y multi-imagen (Imágenes: Robert Mulder)[4]

### Discografía
- Música de cámara canadiense del siglo XX - CD de audio (1991) de Clifford Crawley, David Keane, John Burge, Kristi Allik RFRC Clarke, ASIN: B000XOO4K0.
- The Skyharp (Las variaciones del horizonte) (1997) MAMA CD-M001
- La sinergia , MAMA CD-M002
- Paisajes ecotonales (1998) MAMA CD-M003
- El~infotejedor (2001) MAMA CD-M005
- Leark (2002) Cocina de investigación electroacústica en vivo
- Electricidades = Electricités (2003) CMCDS-S4 CMC
- DESCONTACTO! III (2003) PeP 007 Producciones electro Producciones
- Expurge (2004) LEARK (Cocina de investigación electroacústica en vivo, Universidad de Queen, Kingston, Ontario: Kristi Allik, David McCallum, Mike Cassells, Robert Mulder)
- Raras (2009) Conarte[5]